# Рахимов, Анвар Алишерович
Анва́р Алише́рович Рахи́мов (узб. Anvar Alisherovich Raximov; род. 20 февраля 1988, Ташкент) — узбекский футболист, игравший на позиции полузащитника.

## Биография
Начинал свою карьеру в клубе «Хорезм» в 2006 году. С 2007 по 2012 год играл за ташкентский Бунёдкор. В дальнейшем в 2012 году был игроком клуба «Андижан», а в 2013 году — «Согдианы». На протяжении 6 лет с 2016 по 2021 год выступал в клубе «Цементчи», где и завершил карьеру. Помимо этого, также играл за сборную Узбекистана до 20 лет и сборную Узбекистана до 21 года.

## Достижения
- Серебряный призёр чемпионата Узбекистана: 2007
- Финалист Кубка Узбекистана: 2007